# Залишки укріплень сотенного містечка Веприк
Залишки укріплень сотенного містечка Веприк козацької доби (XVII—XVIII ст.), пункт Веприк І — археологічна пам'ятка, що знаходиться на території сучасного села Веприк Гадяцького району Полтавської області, точна локалізація розміщення фортеці не здійснена.

## Історична довідка
Вперше збереження решток укріплень містечка серед описів населених пунктів Чернігівського намісництва зафіксував О.Ф. Шафонський (друга половина XVIII ст.). Він зазначав, що у Веприку, котрий лежить на низькому рівному місці, збереглися рештки валу.
У 1978 р. місце розташування фортеці оглядалося краєзнавцем Я. Г. Іванюком. На жаль, інших «польових» наочних обстежень цього об'єкту не проводилося.
У 1658 р. сотенне містечко Веприк, як незгодне з політикою гетьмана І. Виговського, було віддане на розорення татарам, а 1659 р. спалене. Частина козацького населення Веприцької сотні перейшла на землі Московського царства.
За повідомленнями шведського генерал-квартирмейстера А. Гіллєнкрока укріплення Веприка на період Полтавської кампанії (1708—1709 рр.) були зроблені «на зразок редута чотирикутної форми немалих розмірів, які досить важко було охопити. Вал був без бастіонів, без жодної «дефензиви», а також мілкий рів».
Під час облоги наприкінці 1708 — на початку 1709 рр. на стіні для захисту артилерійської батареї були зведені подвійні огорожі з хмизу, куди насипалася земля. Поверх валу викладалися дерев'яні колоди — котки, що під час штурму скочувалися на ворога вниз, самі вали обливалися водою, яка взимку стала кригою. На озброєнні у фортеці знаходилося З гармати. Після здачі містечка на початку 1709 р. воно було спалене.
Є свідчення, що на час облоги периметр захисних редутів сягав приблизно 3000 м, земляні вали були підняті на висоту 6 — 8 м, а частокіл іще на 1,5 м. Були укріплені єдині (південні) ворота. З північного боку існував підземний хід. Зі сходу фортецю пронизував яр.
Станом на 1968 р. територія Веприцької фортеці займала центр с. Веприк, який являв собою підвищення висотою 5 -7 м загальною площею бл. 500×800 м. Наприкінці XIX ст. через територію фортеці була прокладена дорога, розділивши її на дві майже однакові частини. Частина землі, з якої складалися фортечні укріплення була вивезена. 1984 р. із західного боку фортеці, біля підніжжя земляного валу встановлено пам'ятний знак, а в південно-східній частині фортеці встановлена позначка на місці колишніх фортечних воріт.
Станом на 1978 р. тим же Я. Г. Іванюком відзначено лише збереження валу в східній частині укріплення. Інші краєзнавчі нариси розповідають про наявність решток валів поблизу школи села.
Археологічні розкопки не проводилися.
Залишки укріплень сотенного містечка Веприк козацької доби (XVII—XVIII ст.), пункт Веприк І — археологічний об'єкт, що потребує в майбутньому значних обсягів досліджень у напрямку встановлення факту наявності залишків укріплень, наявності збережених культурних нашарувань та наступної локалізації меж фортеці. Поряд із археологічним вказаний об'єкт має й помітне історичне значення як місце чи не найзапекліших бойових дій Полтавської кампанії 1708—1709 рр. часів Північної війни.
Фортечні ворота Веприцької фортеці. Пам'ятний знак в південно-східній частині фортечних укріплень між вулицею Полтавською та провулком Першотравневим. На місці колишніх фортечних форіт, обабіч стели встановлено два нахилених у бік валу стовпчики із сірого граніту (1.1 х 0,48 х 0,23 га 1,1 х0,35 х 0,2 м). Написи відсутні.
У західній частині фортечних укріплень встановлений пам'ятний знак на честь 275-річчя оборони Веприка.

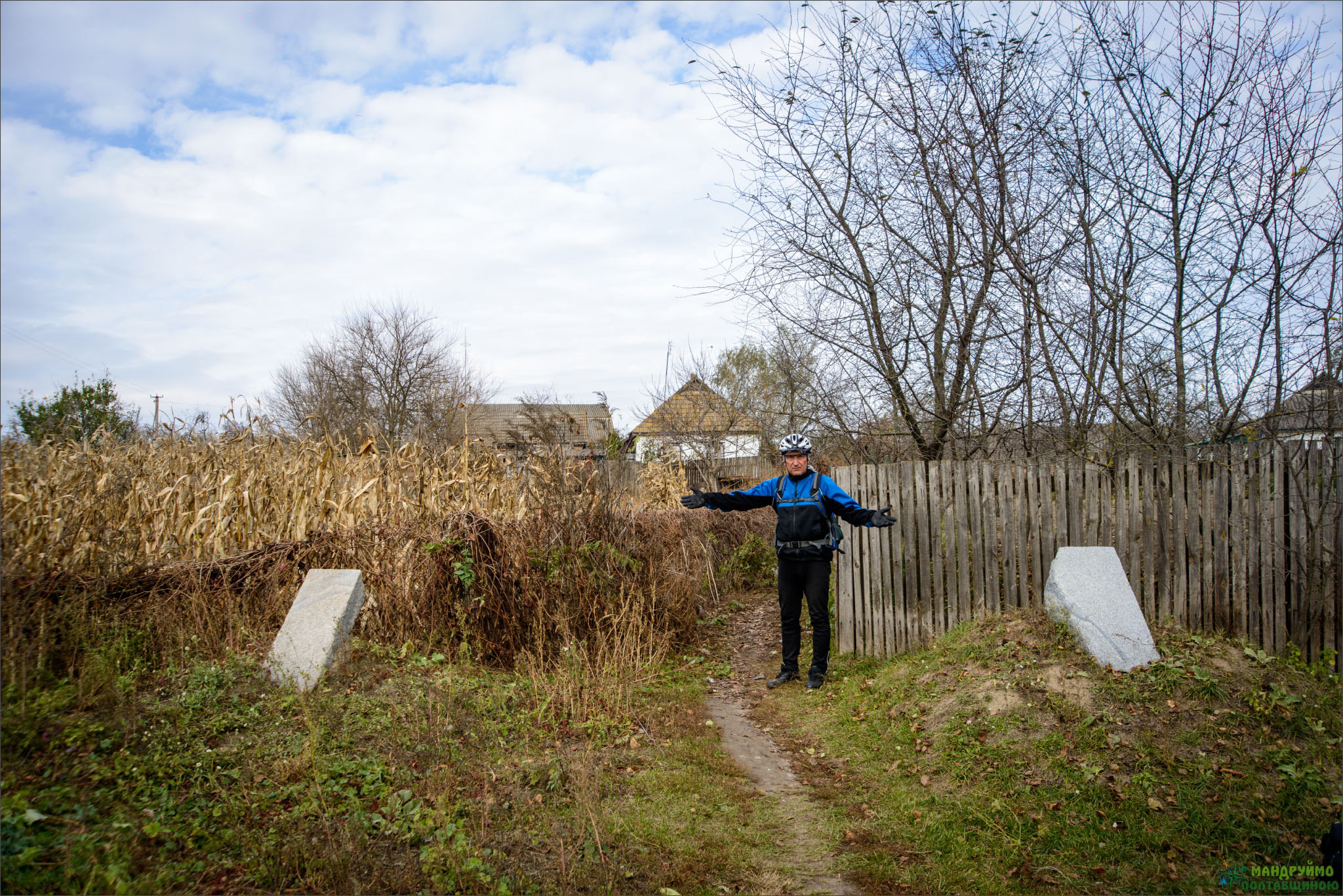
Фортечні ворота
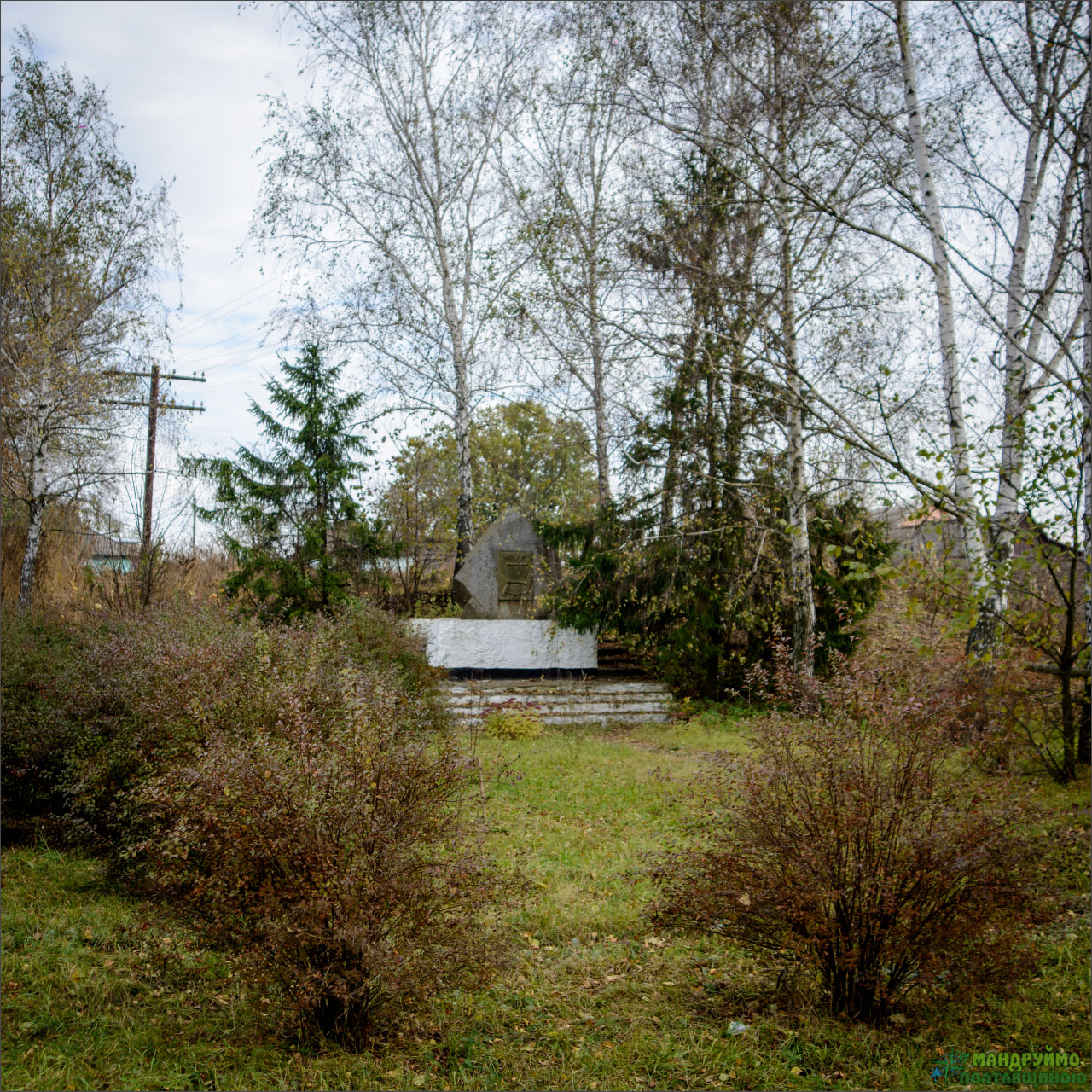